# Eric Shinseki
Eric Ken Shinseki (28 november 1942) is een gepensioneerd Amerikaans generaal en voormalige minister van Veteranenzaken in het kabinet-Obama. Hij werd op 20 januari 2009 unaniem bevestigd in de Amerikaanse Senaat en legde de eed diezelfde dag nog af. Op 30 mei 2014 trad Shinseki af.
- International Standard Name Identifier: 0000 0000 3743 6167
- Library of Congress Control Number: no00057244
- National Archives and Records Administration: 10612043
- SNAC: w69q3qwb
- Virtual International Authority File: 11851973
- WorldCat: E39PBJm4V4WFg64XTKq8GmjDMP